# Sophta incerta
Sophta incerta är en fjärilsart som beskrevs av Pierre E.L. Viette 1961. Sophta incerta ingår i släktet Sophta och familjen nattflyn. Inga underarter finns listade i Catalogue of Life.